# Wilhelm Maixner
Wilhelm Maixner (12. května 1877 Albrechtice – 14. dubna 1941 Lanškroun) byl československý politik německé národnosti a meziválečný senátor Národního shromáždění ČSR za Sudetoněmeckou stranu, za Rakouska-Uherska poslanec Říšské rady a Českého zemského sněmu.

## Biografie
Vystudoval národní školu, nižší gymnázium a zemědělskou střední školu. Byl majitelem dědičné rychty a zemědělcem. Od roku 1906 zastával funkci předsedy okresního zemědělského a lesnického spolku v Lanškrouně. Byl členem německé sekce zemské Zemědělské rady pro Království české. Angažoval se ve spolcích chovatelů koní. Za první světové války sloužil u jízdy. Obdržel rakouské vyznamenání Signum laudis.
Politicky aktivní byl již za Rakouska-Uherska. V letech 1908–1913 zasedal na Českém zemském sněmu. Nastoupil na něj 30. června 1908 v doplňovací volbě poté, co zemřel poslanec Franz Peschka. Zastupoval kurii venkovských obcí, obvod Lanškroun. Uvádí se jako německý agrárník.
Ve volbách do Říšské rady roku 1911 se stal poslancem Říšské rady (celostátní parlament), kam byl zvolen za okrsek Čechy 127. Usedl do poslanecké frakce Německý národní svaz (Deutscher Nationalverband), v jehož rámci byl členem Německé agrární strany. Ve vídeňském parlamentu setrval do zániku monarchie.
V letech 1918–1919 se angažoval v pokusu místních Němců z Lanškrounska o realizaci práva na sebeurčení a připojení etnicky německých oblastí Českých zemí k Německému Rakousku (provincie Deutschböhmen). V letech 1918–1919 zasedal jako poslanec Provizorního národního shromáždění Německého Rakouska (Provisorische Nationalversammlung).
V parlamentních volbách v roce 1935 získal za Sudetoněmeckou stranu senátorské křeslo v Národním shromáždění. V senátu setrval do října roku 1938, kdy jeho mandát zanikl v souvislosti se změnami hranic ČSR.
Profesí byl majitelem dědičného dvoru v Albrechticích. I v meziválečném Československu zasedal za německou menšinu v zemědělské radě. V letech 1927–1932 byl aktivní v komunální politice v rodných Albrechticích.